# Русско-шведская война (1610—1617)
Русско-шведская война 1610—1617 годов (швед. Ingermanländska kriget), известная также, как Шведская интервенция начала XVII века — война между Русским государством и Швецией, начавшаяся после распада русско-шведского союза в войне против Речи Посполитой. Завершилась подписанием 27 февраля (9 марта) 1617 года Столбовского мирного договора.

## История
Во время Смуты в России избранный  царь Василий Шуйский вёл борьбу за престол со своим оппонентом  Лжедмитрием II. Для этого он вступил в союз со Швецией, которая в это время воевала с Польшей по династическим причинам. Шуйский пообещал отдать крепость Корела Карлу IX за оказанную помощь в борьбе с Лжедмитрием II.
Ссылаясь на этот союз, польский король шведского происхождения Сигизмунд III объявил войну Москве. Во время Клушинской битвы в июне 1610 года поляки разбили русско-шведскую армию, уничтожив немалую часть русских войск и захватив в плен шведских наёмников. После этого летом 1610 года отряд шведских и французских наёмников под командованием Пьера Делавиля захватил русскую крепость Старую Ладогу. Делавиль уверял русских, что представляет интересы русского царя Василия Шуйского, против которого восстали его подданные. В январе 1611 года 2 тысячи русских воинов под командованием князя Г. К. Волконского одержали победу над отрядом Делавиля и предложили Делавилю уйти из Старой Ладоги в обмен на пленников, среди которых был его брат. В феврале 1611 года Делавиль согласился сдаться на почётных условиях.
В 1611 году, воспользовавшись тем, что между Речью Посполитой и Швецией было заключено в апреле перемирие на 10 месяцев, шведские наёмники, не получив обещанной царем Шуйским платы за свои услуги, начинают захватывать новгородские земли — были взяты штурмом русские пограничные крепости Корела, Ям, Ивангород, Копорье и Гдов. 16 июля 1611 года Новгород был атакован войском наёмников. Из-за неразберихи и отхода московского воеводы Бутурлина со своим отрядом, город оказался быстро захвачен — началась шестилетняя оккупация Новгорода. Делагарди предложил королю Швеции Карлу IX попытаться посадить на русский трон одного из его сыновей — Карла Филиппа.
25 июля 1611 года между марионеточным оккупированным шведами Новгородским государством и шведским королём был подписан договор, согласно которому шведский король объявлялся покровителем независимого Новгородского государства, а один из его сыновей (королевич Карл Филипп) становился претендентом на царский трон и Новгородским великим князем. Таким образом, бо́льшая часть Новгородской земли стала формально независимым Новгородским государством, находящимся под шведским протекторатом, хоть по сути это и являлось военной оккупацией. Во главе его находились с русской стороны Иван Никитич Большой Одоевский, со стороны шведского короля — Якоб Делагарди. От их имени издавались указы и производилась раздача земель в поместья принявшим новую новгородскую власть служилым людям.
В октябре после пятинедельной осады провалилась первая попытка шведов взять Псков.
После созыва в Москве Земского Собора и выбора им в 1613 году нового русского царя Михаила Романова политика оккупационной администрации изменилась. Во время отсутствия Делагарди зимой 1614—1615 годов военную администрацию в Новгороде возглавил фельдмаршал Э. Горн, который повёл жёсткую политику на присоединение новгородских земель к Швеции, объявив, что новый король Густав Адольф сам желает быть королём в Новгороде. Такое заявление не приняли многие новгородцы; перейдя на сторону Москвы, они стали выезжать из Новгородского государства.
В 1613 году шведские наёмники подошли к Тихвину и безуспешно осаждали город. Осенью 1613 года из Москвы в поход к Новгороду, захваченному наёмниками в 1611 году, выступило войско боярина князя Д. Т. Трубецкого, в составе которого первоначально было 1045 казаков. В Торжке, где Трубецкой оставался несколько месяцев, войско пополнилось. Между дворянской частью войска и казаками, а также между различными группами казаков происходили острые столкновения. В начале 1614 года многие казачьи отряды, по-видимому, давно не получавшие жалованья, вышли из-под контроля царских воевод. В июле шведские полководцы нанесли Трубецкому поражение под Бронницей, после чего захватили Гдов. Также в 1614 году произошла битва при Ристилахти, которая окончилась отступлением шведских войск.
На следующий год они вновь осадили Псков, но псковичи отбили ожесточённый штурм, при этом застрелив молодого шведского фельдмаршала Эверта Горна на глазах шведского короля. В 1617 году был заключен Столбовский мир, по условиям которого Россия теряла выход к Балтийскому морю, но города Новгород, Порхов, Старая Русса, Ладога и Гдов были ей возвращены.
В результате войны Россия на 100 лет лишилась крепостей: Корела, Ям, Ивангород, Орешек, Копорье и выхода к Балтийскому морю. Только Пётр I ценой огромных усилий и жертв смог их вернуть.

## Галерея
- Михаил Скопин-Шуйский
- Густав II Адольф
- Якоб Делагарди
- Сигизмунд III